# Albert Speer
Berthold Konrad Hermann Albert Speer (tiếng Đức: [ˈʃpeːɐ̯] ⓘ; 19 tháng 3 năm 1905 – 1 tháng 9 năm 1981) là một kiến trúc sư người Đức từng giữ chức Bộ trưởng Khí tài và Vũ trang của Đức Quốc xã trong một phần giai đoạn chiến tranh thế giới thứ hai. Speer từng là kiến trúc sư trưởng của Adolf Hitler trước khi đảm nhận chức bộ trưởng. Là một "người Đức (Quốc xã) nói lời xin lỗi" (the Nazi who said sorry), ông đã nhận trách nhiệm về mặt đạo đức về hành vi đồng lõa với các tội ác của chế độ phát xít tại tòa án Nuremberg và trong cuốn hồi ký của mình, dù vậy ông cũng tuyên bố mình không biết gì về Holocaust.
Speer đã tự đưa mình đi theo con đường chính trị khi gia nhập Đảng Quốc xã vào năm 1931 và ông đã có một sự nghiệp trong chính quyền kéo dài 14 năm. Tài năng kiến trúc đã làm tăng mức độ nổi bật của ông trong đảng và Speer đã trở thành một trong số những người gần gũi với Hitler nhất (vòng tròn bên trong của Hitler). Hitler đã ra chỉ thị cho ông thiết kế và thi công các công trình bao gồm Phủ Thủ tướng Đế chế và sân vận động Zeppelinfeld tại Nuremberg, địa điểm tổ chức các kỳ đại hội của Đảng. Speer cũng là người vạch ra kế hoạch tái thiết Berlin trên một quy mô rất lớn, với các tòa nhà khổng lồ, các đại lộ rộng lớn, và một hệ thống giao thông vận tải được cải tổ.
Vào tháng 2 năm 1942, Hitler bổ nhiệm Speer làm Bộ trưởng Khí tài và Vũ trang. Dưới sự lãnh đạo của Speer, nguồn cung cho chiến tranh của Đức Quốc xã tiếp tục tăng lên bất chấp việc quân Đồng Minh ném bom dữ dội. Sau khi chiến tranh kết thúc, ông bị đem ra xét xử tại tòa án Nuremberg và thi hành bản án 20 năm tù vì vai trò của mình trong chế độ, chủ yếu là do sử dụng lao động cưỡng bức. Bất chấp những nỗ lực nhằm có được một sự giải thoát sớm hơn, ông đã phải thi hành toàn bộ bản án, hầu hết quãng thời gian ông thi hành án tại nhà tù Spandau ở Tây Đức.
Sau khi ra tù vào năm 1966, Speer cho xuất bản hai tác phẩm tự truyện bán chạy nhất của mình, Inside the Third Reich (Bên trong Đế chế Thứ ba) và Spandau: The Secret Diaries (Spandau:Nhật ký Bí mật), trong đó trình bày tỉ mỉ mối quan hệ cá nhân gần gũi thường trực của ông với Hitler; cung cấp cho độc giả và các nhà sử học một góc nhìn độc đáo khi nghiên cứu về chế độ Quốc xã. Speer sau đó đã viết thêm cuốn sách thứ ba: Infiltration, đề cập đến SS. Ông qua đời vào năm 1981 trong một chuyến tham quan đến London.

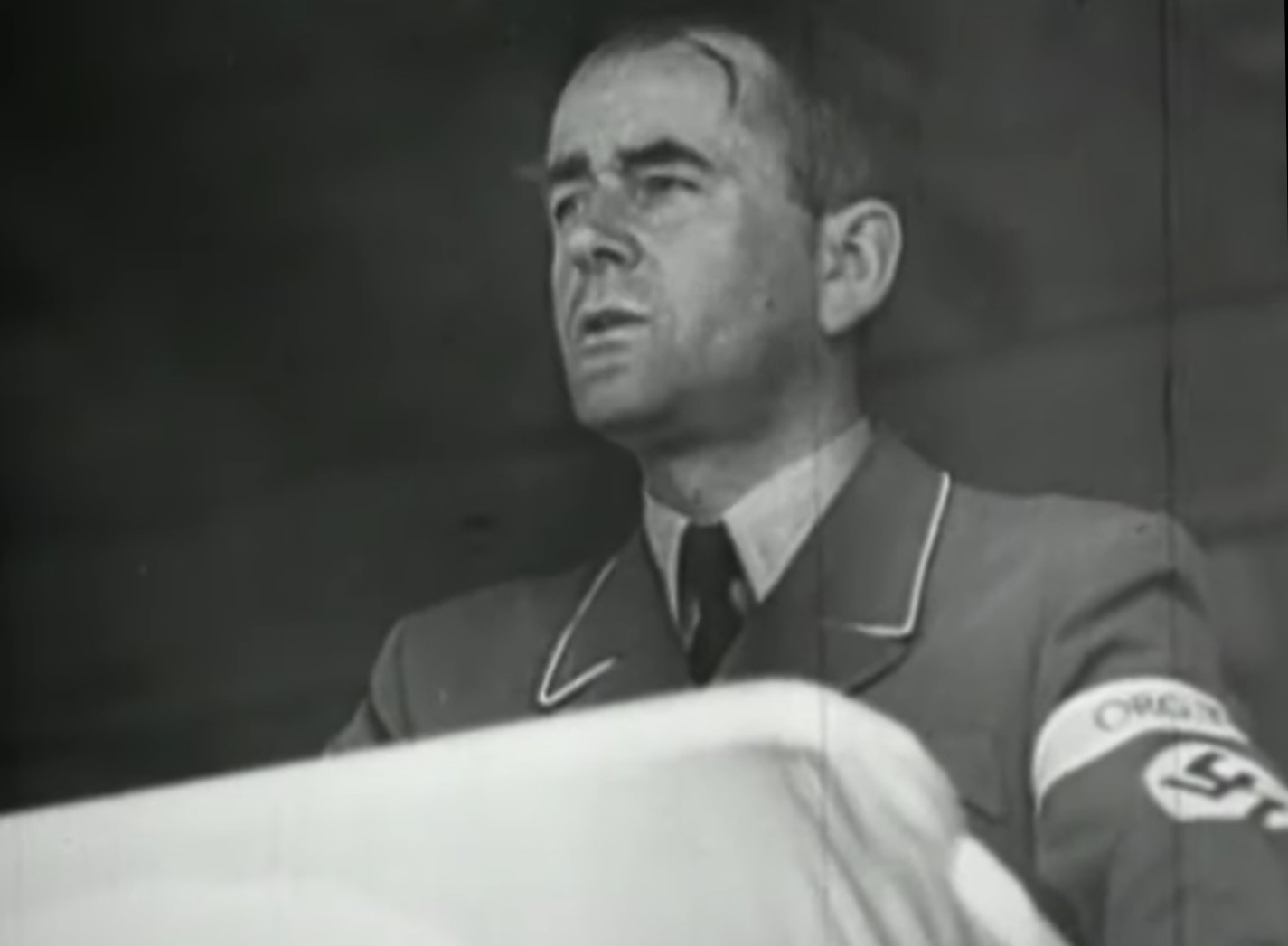
Albert Speer đang đọc thông tin